# Christel Fiebiger
Christel Fiebiger, née le 29 décembre 1946 à Plattenburg, est une femme politique allemande.
Membre du Parti du socialisme démocratique, elle siège au Landtag de Brandebourg de 1990 à 1999 et au Parlement européen de 1999 à 2004.